# 大和市立大和中学校
大和市立大和中学校（やまとしりつ やまとちゅうがっこう）は、神奈川県大和市深見西7丁目にある公立中学校。

## 学校教育目標
1. 進んで学び、深く考える生徒
2. 健康でたくましい生徒
3. 進んで働き、責任を果たす生徒
4. 礼儀正しく、思いやりのある生徒

## 通学地域
- 上草柳（一部の番地）・5 - 9丁目
- 下鶴間（一部の番地）・1 - 2丁目
- 鶴間1丁目
- 西鶴間1丁目[注釈 1]・2丁目[注釈 1]・3丁目 - 5丁目
- 深見（1-578番・579-758番・773-778番・785-791番・839-1050番・1695-1937番・2023番）
- 深見東1丁目（4番〈1～18号・28～31号〉・5-6番）・2 - 3丁目
- 深見西1丁目（4-5番）、2丁目（5-7番）・3 - 8丁目

## 進学前小学校
- 大和市立大和小学校
- 大和市立西鶴間小学校（一部は大和市立南林間中学校へ）
- 大和市立大野原小学校